# Кицково
Кицково —  деревня в Себежском районе Псковской области России.
Входит в состав городского поселения Идрица.

## География
Расположена на перешейке между озёрами Кицковское и Шушковское, в 32 км к северо-востоку от города Себеж и в 12 км к северо-западу от посёлка Идрица.

## Население
| 2001 | 2002 | 2010 |
| ---- | ---- | ---- |
| 242  | ↘211 | ↘190 |

Численность населения деревни по оценке на начало 2001 года составляла 242 жителя.

## История
Первое упоминание деревни относится к 1571 году.
С января 1995 до апреля 2015 года деревня входила в состав ныне упразднённой Максютинской волости в качестве её административного центра.